# Amerikanergruva

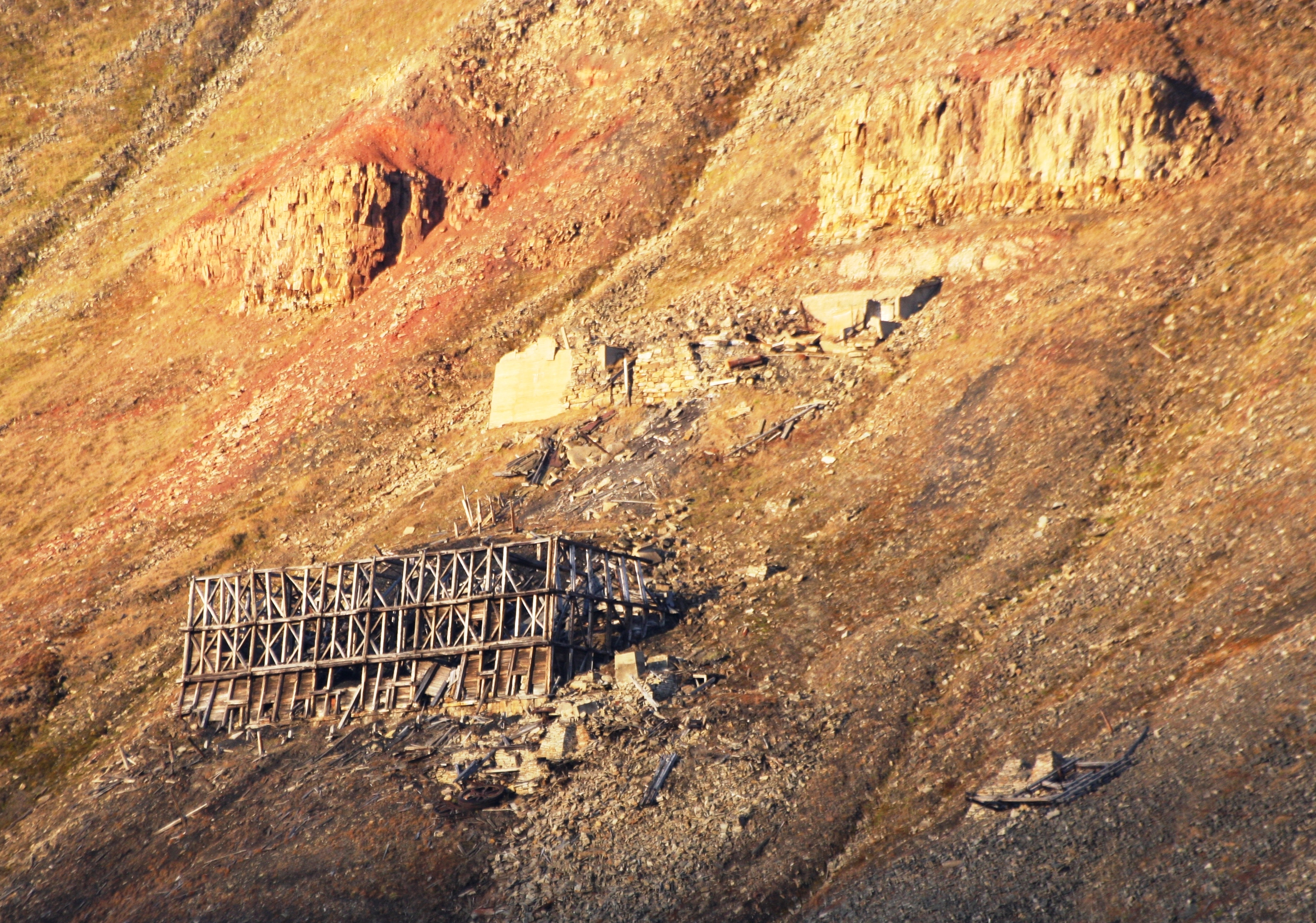
Gruve 1a, Amerikanergruva

Amerikanergruva, eller Gruve 1a, var en kolgruva i Longyearbyen.
Trondhjem Spitsbergen Kulkompani hade 1903 etablerat Trøndergruva ovanför Hotellneset vid Adventfjordens mynning i Isfjorden. John Munroe Longyear köpte den 1905, etablerade Arctic Coal Company, grundade Longyear City och drog igång utvinning i Amerikanergruva i samma fjällmassiv, men längre in i fjorden.
Kolet i gruvan ligger på 230 meters höjd över havet och har en flöts som är en meter tjock. Det utbrutna kolet fraktades med kabelbana utmed bergssidan till Skjæringa och sedan nedför resterande sluttning med en rälsbana till utlastningskajen. 
Natten till den 3 januari 1920 tog en dammexplosion i gruvan livet av 26 gruvarbetare, varefter gruvan stängdes av Store Norske Spitsbergen Kulkompani A/S. Den fortsatta utvinningen koncentrerades till Gruve 2 i Sukkertoppen på andra sidan om Longyearälven.

## Gruve 1b
Senare upptogs ny brytning av samma kolförekomst i Gruve 1b. Denna har ett inslag (ställe där man börjar drivningen av en ort eller tunnel) som ligger på 185 meters höjd över havet längre in i Longyeardalen. Den bröts under åren 1939–1958 med avbrott 1941–1945 samt 1954–1955. Stadsdelen Sverdrupbyen byggdes omedelbart under gruvan för de anställda.

## Fotogalleri

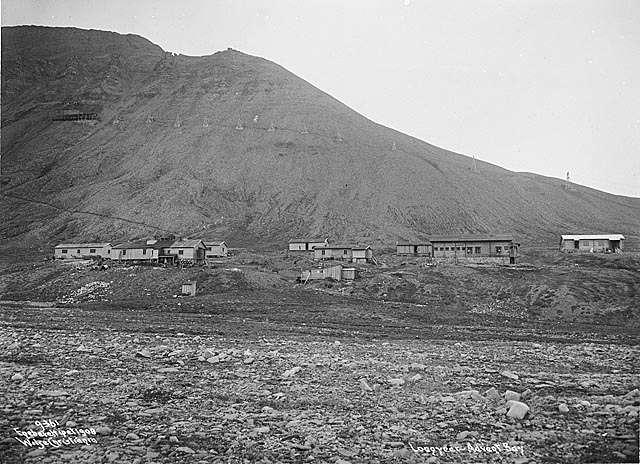
Longyear City 1908 med Amerikanergruva överst till vänster.
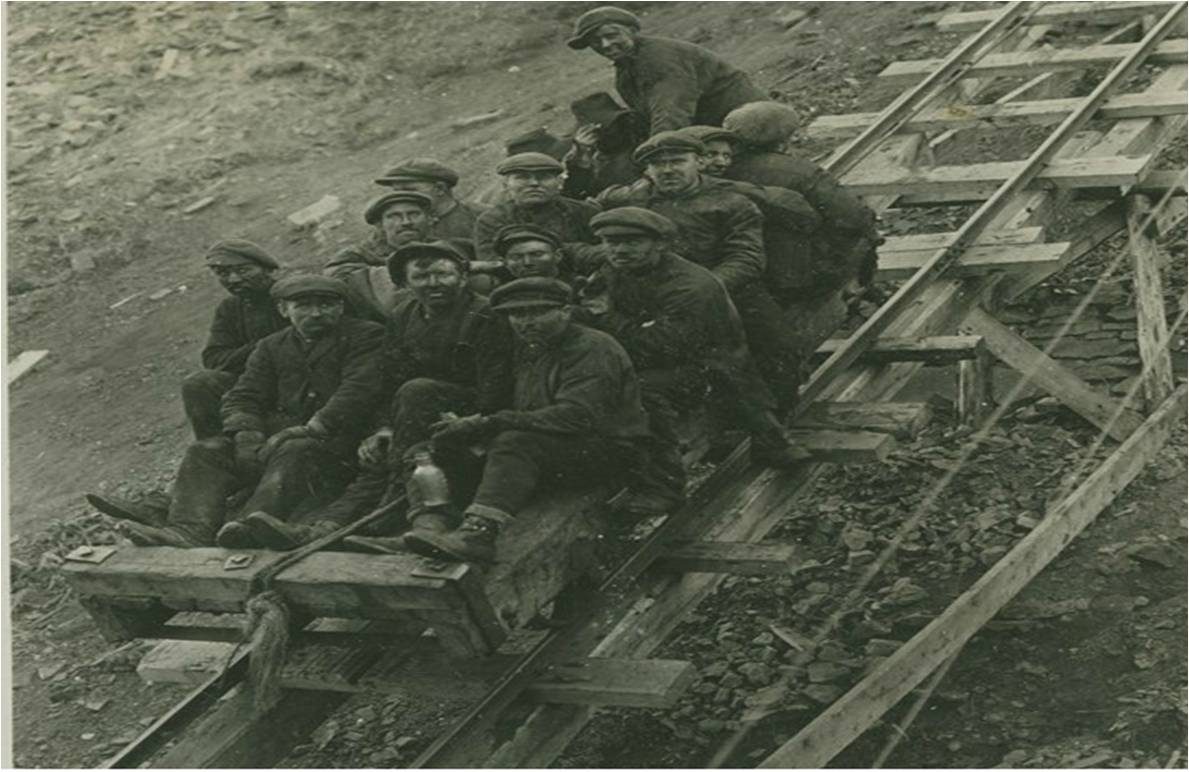
Arbetare på väg från gruvan
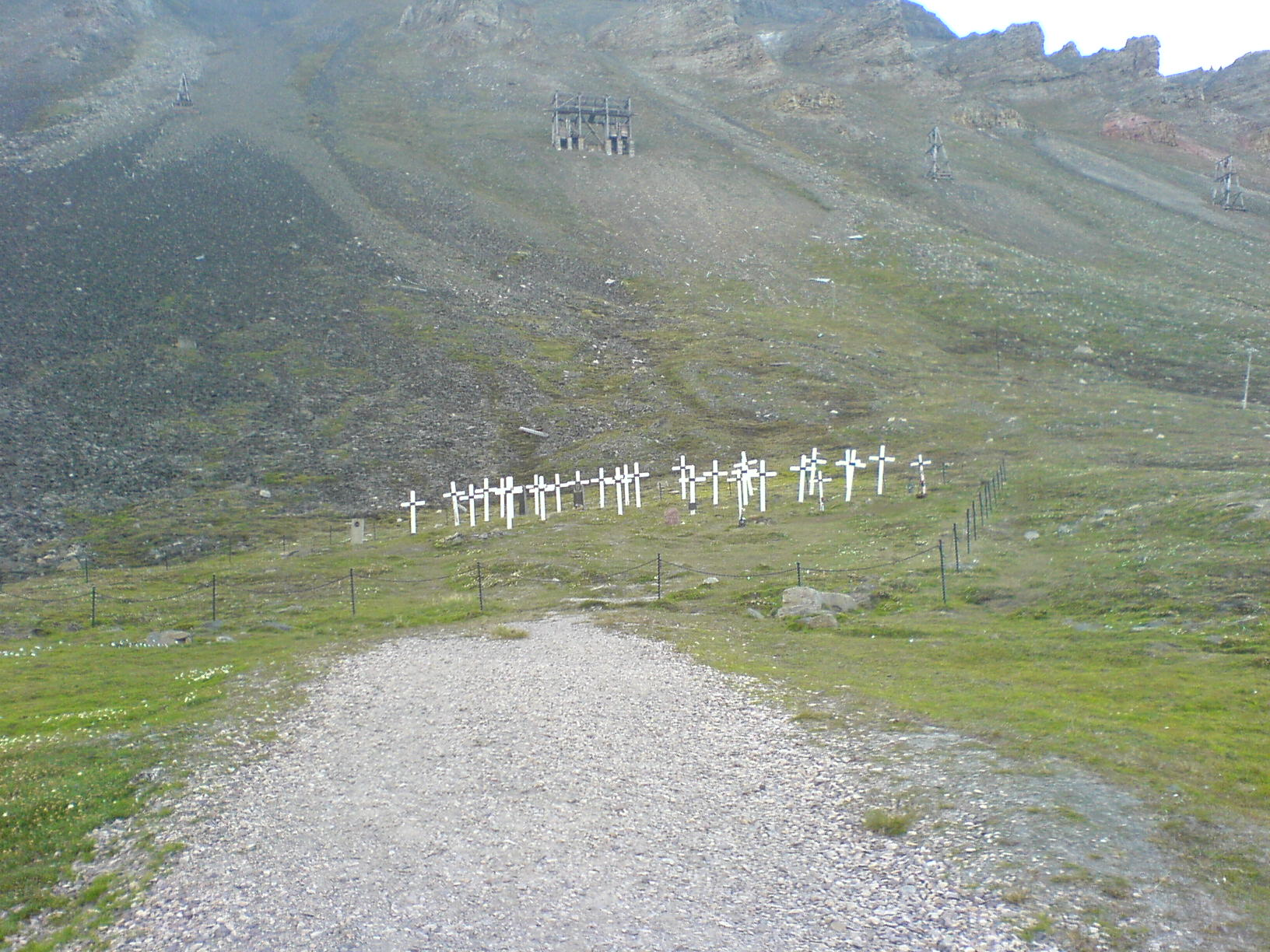
Kyrkogården i Longyearbyen, där 4 av 26 offer från en koldammsexplosion den 3 januari 1920 är begravda.